# 卞壼
卞壼（281年—328年），常因形近而誤作為卞壺，字望之，濟陰冤句（今菏澤丹陽辦事處卞莊）人。晉朝大臣，主要活躍於東晉時期，以禮法自居，意圖糾正當世，並不畏強權。後在蘇峻之亂期間率兵奮力抵抗蘇峻，最終戰死。

## 生平
卞壼成年時已有名譽，得司兗二州和齊王司馬冏辟命，但卞壼都不應命。後父親卞粹被長沙王司馬乂所殺，卞壼回鄉。永嘉年間，卞壼出任著作郎，並承襲父親成陽公的爵位。後來征東將軍周馥請卞壼為從事中郎，但不應命。及後於永嘉五年（311年）發生永嘉之亂，都城洛陽被前趙所攻破，晉懷帝被擄，卞壼於是投靠時任徐州刺史的裴盾（裴盾是卞壼妻子的哥哥）。裴盾於是讓卞壼代理廣陵相。
當時司馬睿在建鄴建立基地，召卞壼為從事中郎，並將選舉事交給他做，頗為親近和倚重。後出任東中郎將司馬紹（即後來的晉明帝）的長史。後因繼母死而離職服喪。及後當成為晉王世子的司馬紹的老師。東晉建立後，任太子中庶子，後轉散騎常侍，侍講東宮。後又先後擔任太子詹事、御史中丞和吏部尚書。
太寧二年（324年），王敦意圖奪位而再次起兵，但因病重而交由兄長王含等人領軍，卞壼加中軍將軍防備王敦軍。及後叛亂平定，卞壼因功封建興縣公，不久遷任領軍將軍。
次年，明帝病重，領尚書令，與司徒王導、車騎將軍郗鑒、丹楊尹溫嶠、護軍將軍庾亮及領軍將軍陸曄一同遺詔輔助太子，任顧命大臣，並任右將軍，加給事中、尚書令。同年明帝病逝，成帝登位，他與庾亮共掌機要。
卞壼後來面部受傷，多次要求辭職。咸和二年（327年）改拜光祿大夫，加散騎常侍。同時庾亮認為蘇峻屯兵歷陽，最終都會生禍亂，於是打算徵召蘇峻，早點解決來減輕衝擊和防止將來勢力大得不能鎮壓。但在朝議論時唯卞壼大力反對，認為蘇峻有強兵，而且接近建康，易有失誤，應該深思熟慮，不可倉卒。但庾亮不聽，最終決定要實行。卞壼知道這次此舉必定失敗，更向時任平南將軍的溫嶠表示擔心。司馬任台亦勸卞壼準備良馬作不時之需，但卞壼拒絕，打算與國家共存亡。

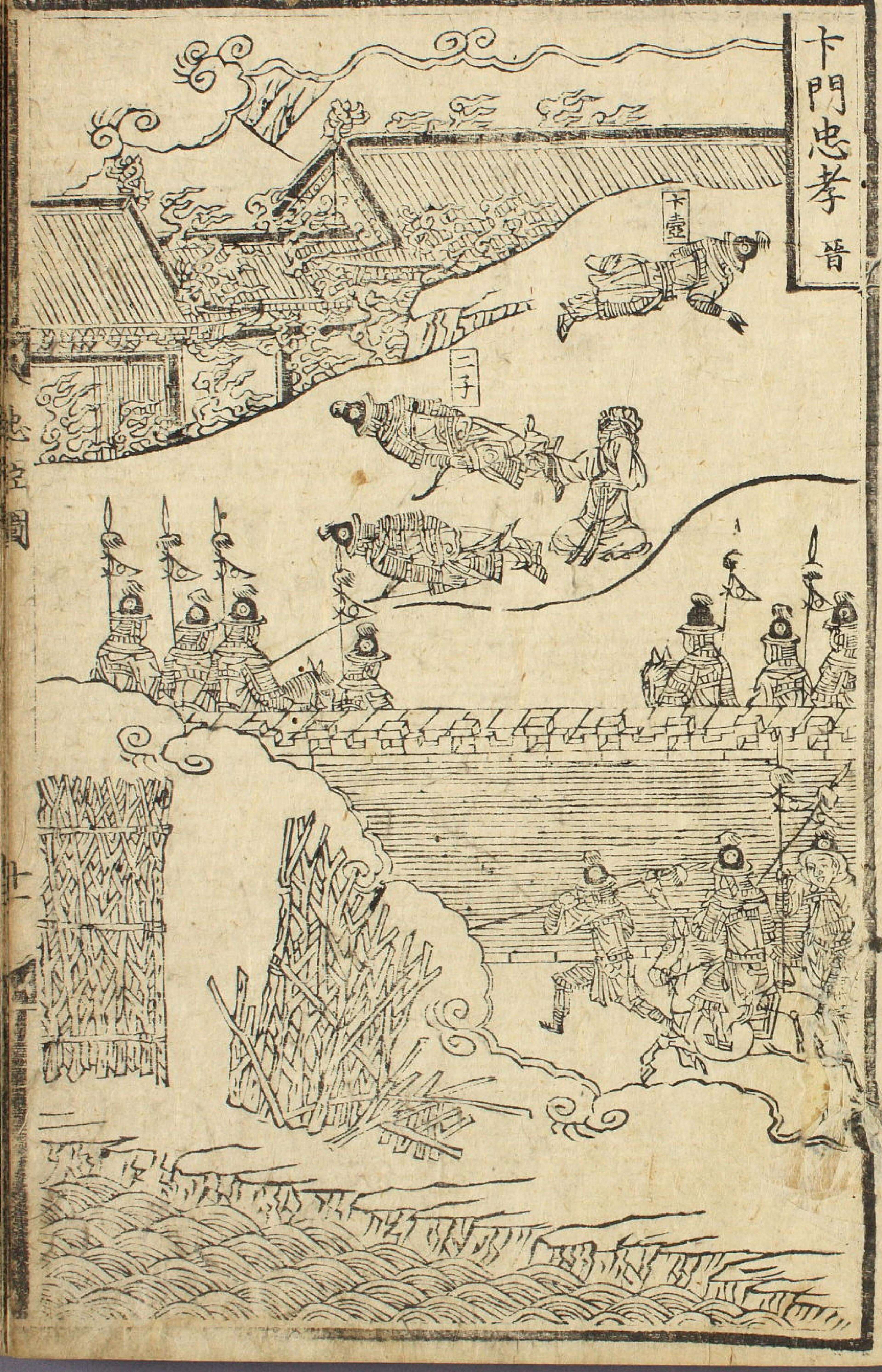
卞家父子三人戰死，一門忠孝

不久庾亮正式徵召蘇峻，蘇峻於是聯合祖約以討庾亮為名起兵。卞壼便復任尚書令、右將軍、領右衛將軍。次年，蘇峻進軍到東陵口，卞壼再被任命為都督大桁(京師朱雀橋)東諸軍事、假節，加領軍將軍、給事中。卞壼後率領郭默和趙胤等在西陵與蘇峻軍大戰，但戰敗。卞壼於是撤退，並歸還符節謝罪。及後蘇峻攻青溪，卞壼又與諸軍抵抗，但仍戰敗，更被蘇峻火燒宮寺。卞壼當時背部受的傷仍未癒合，仍與散卒和左右吏士數百人進攻，最終戰死，享年四十八歲。
咸和四年（329年），蘇峻之亂平定，卞壼獲追贈侍中、驃騎將軍、開府儀同三司，諡忠貞，並以太牢之禮祭祀。

## 性格特徵
- 卞壼堅守舊禮，如繼母死後，在她下葬後晉元帝就命他復職，但他都一直不肯，最後更上書元帝，陳說自己一定要守孝，最終令元帝讓他完成守喪期。又一次淮南小中正王式的父親死後，以父親死前同意繼母回到前夫家讓前夫家的繼子供養（王式繼母在前夫死後改嫁給王式父親）為由豁免繼母為其父守喪。但卞壼認為這不合禮，更認為王式有錯，不以禮法行事，沒資格任審核人的小中正一職。最終王式經鄉邑清議，終身不被任命為官。
- 卞壼除了遵從禮法，更加不畏權貴。如在王式一事，他順道亦彈劾司徒荀組和揚州大中正兼侍中陸曄和淮南大中正兼散騎侍郎胡弘不能崇正禮法，失職應被免職和削減封地，並由廷尉定罪。最終由元帝下令赦免三人。後明帝即位，王導因病而不參加登位進璽的儀式，卞壼嚴肅地說：「王公還怎是國家重臣！皇帝正在舉殯，新君又未立，難道是人臣以病推託的時間！」王導聽後便抱病趕去。及後朝廷召樂廣子樂謨和庾珉之子庾怡分別任郡中正和廷尉評，二人都以長輩有命為由推辭，但卞壼卻上書認為人臣不應以私廢公，更指二人的父親既受晉室恩寵，自己也不再是屬於自己一人，其後代也是一樣。如此二人皆逼不得已而接受任命。及後王導以病不上朝，卻私下為車騎將軍郗鑒送行，卞壼便指王導徇私枉法，無大臣的氣節；另指御史中丞鍾雅曲解王典，監察不加準繩。卞壼並上奏將王導和鍾雅免官，雖然最終都沒有執行，但都令朝中震驚。
- 卞壼為官實幹，以褒貶人事為己任，並且努力工作，試圖監督世間，將世道導入正軌，因而都不同意當時的風氣，因此在當時都沒甚麼稱譽。而且卞壼亦廉潔節儉，生活都簡約樸素。

## 遗迹
南京朝天宫冶山原有卞壸祠墓。今尚存北宋葉清臣书“晋尚书令假节领军将军赠侍中骠骑将军成阳卞公墓”墓碣、清代两江总督陶澍题刻 “有晋父子忠孝卞公之墓”的墓碑。1982年，卞壸墓碣列为南京市文物保护单位。现藏于朝天宫的南京市博物馆，未对外开放。在朝天宫西侧广场立有文保碑。

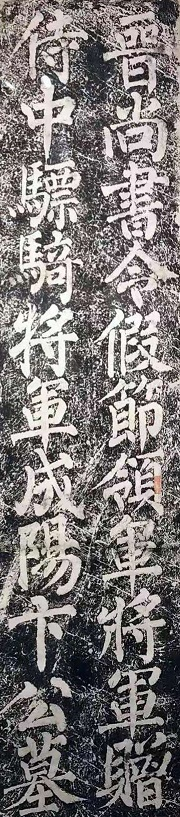
2021年7月，南京展出的卞壸墓碣拓片
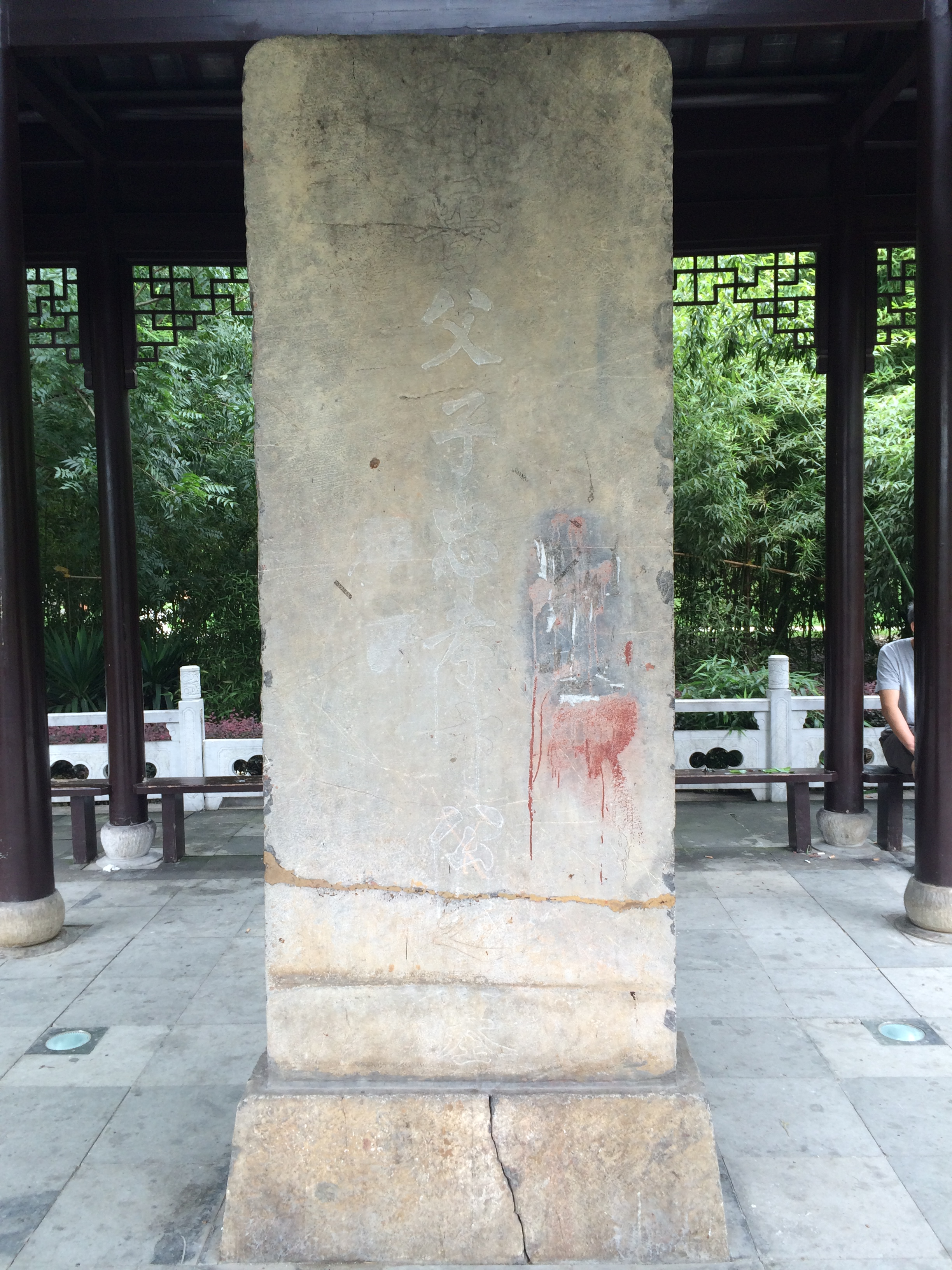
文字为“有晋父子忠孝卞公之墓”，清陶澍题刻
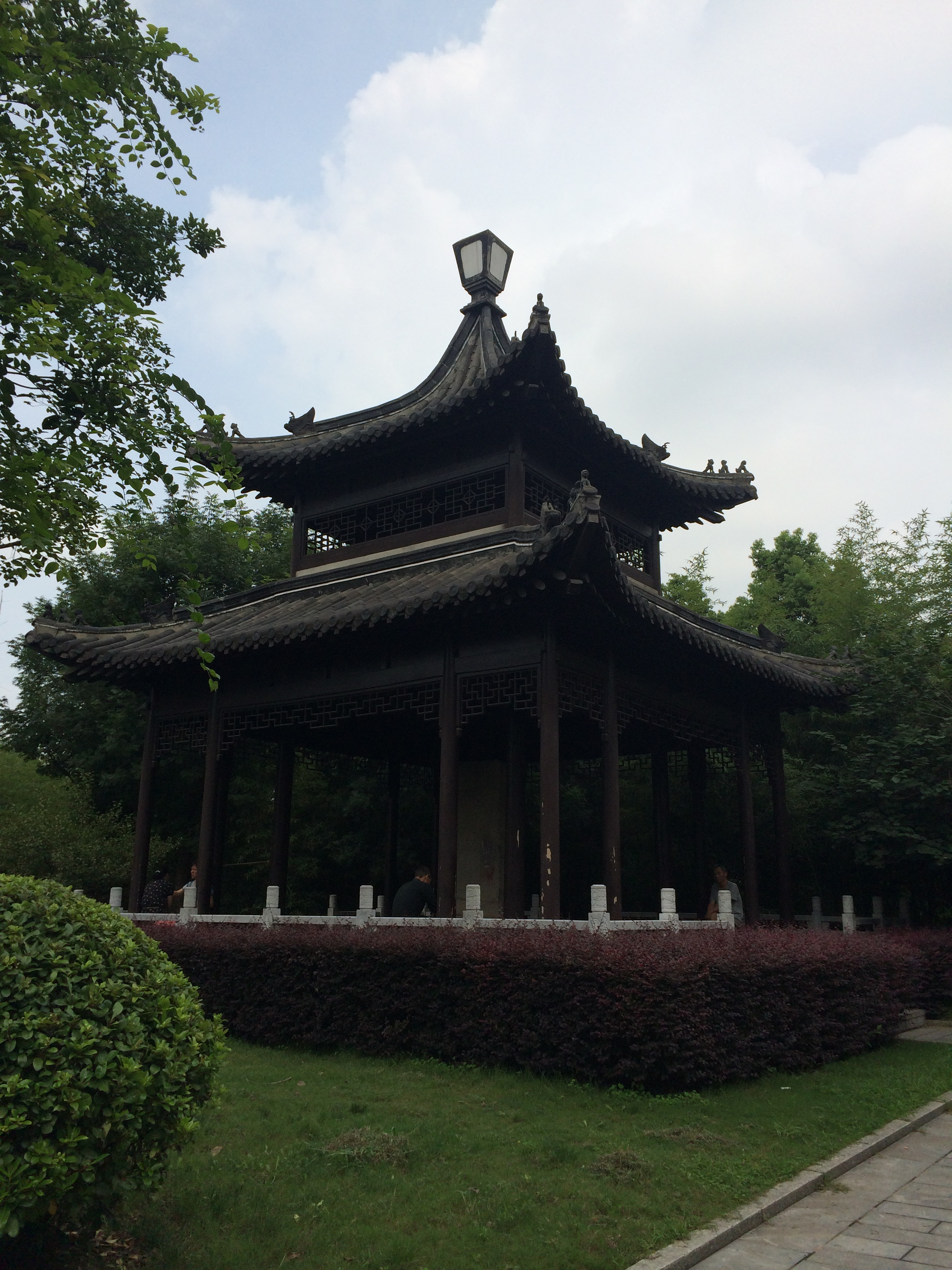
卞壼墓碑相关建筑
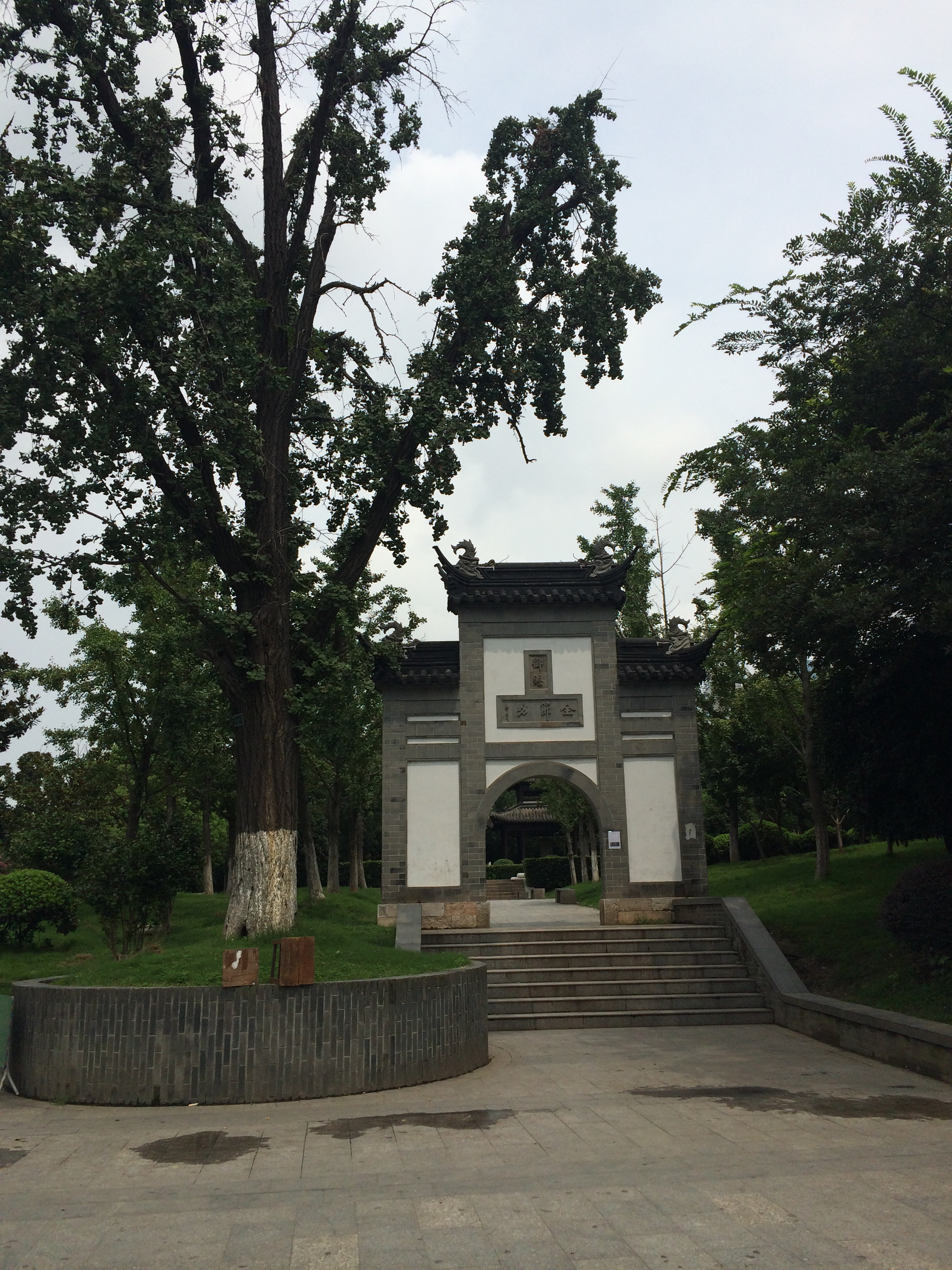
卞壼墓碑相关建筑
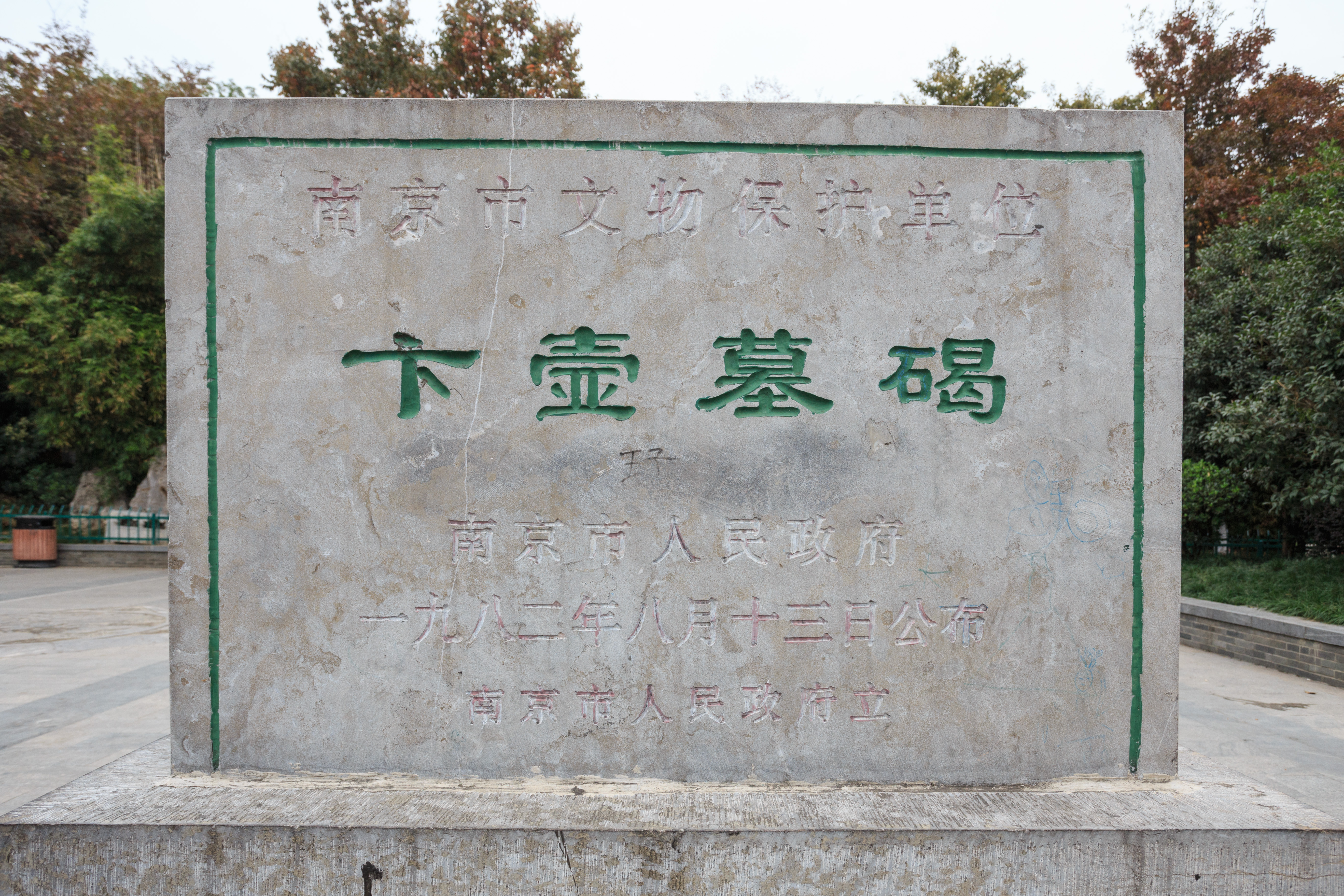
卞壸墓碣文保牌

## 逸事
- 晉安帝義熙九年（413年），有盜墓者盜卞壼墓，打開棺木搜掠陪葬品時發現卞壼面色如同活著般，雙手握拳，指甲更長得延展到背部。[2]

## 評論
- 《晉書》史臣曰：卞壼束帶立朝，以匡正為己任，褰裳衛主，蹈忠義以成名。遂使臣死於君，子死於父，惟忠與孝，萃其一門。古稱社稷之臣，忠貞之謂矣。
- 《晉書》贊曰：望之徇義，處死為易。惟子惟臣，名節斯寄。
- 王導：卞望之之巖巖，刁玄亮之察察，戴若思之峰岠。[3]
- 翟湯：「父死於君，子死於父，忠孝之道，萃于一門。」
- 弘訥：死事之臣古今所重，卞令忠典之節，當書於竹帛。夫事親莫大於孝，事君莫尚於忠。唯孝也，故能盡敬竭誠；唯忠也，故能見危授命。此在三之大節，臣子之極行也。案壼委質三朝，盡規翼亮, 遭世險難，存亡以之。受顧託之重，居端右之任，擁衛至尊，則有保傅之恩；正色在朝，則有匪躬之節。賊峻造逆，勠力致討，身當矢旝，再對賊鋒，父子并命，可謂破家為國，守死勤事。
- 晉成帝：壼立朝忠恪。

## 家庭

### 祖父
- 卞統，瑯琊國內史。

### 父親
- 卞粹，與兄弟六人世稱「卞氏六龍」。為人正直不阿，後因司馬乂猜忌而被殺。

### 夫人
- 河东裴氏，太子左卫率裴康之女，徐州刺史裴盾妹妹

### 堂兄
- 卞敦，東晉官至安南將軍、湘州刺史，但在蘇峻之亂時擁兵不下，亦不援助朝廷討伐軍，最終在叛亂平定後被彈劾免官。後又任光祿大夫，領少府，但因沒有參與討伐蘇峻而常有愧疚羞恥之心，而且名氣和評價都下降了，最後憂死。

### 子
- 卞眕，卞壼長子，蘇峻之亂時與父親一同戰死，死後追贈散騎侍郎。
- 卞盱，卞壼次子，蘇峻之亂時與父親一同戰死，死後追贈奉車都尉。
- 卞瞻，卞壼三子，嗣爵，官至廣州刺史。
- 卞眈，卞瞻弟，尚書郎。

### 後代
- 六世孫卞華[4]

## 延伸阅读
[在维基数据编辑]
 《晉書·卷070》，出自房玄齡《晉書》
 在维基共享资源阅览影像